# Benjamin F. Butler
Benjamin Franklin Butler (Kinderhook, 17 de diciembre de 1795-París, 8 de noviembre de 1858) fue un abogado estadounidense, que se desempeñó como 12.º fiscal general de ese país. 
Nativo del Estado de Nueva York, fue un importante aliado profesional y político del presidente Martin Van Buren, razón por la cual ocupó múltiples cargos públicos, destacando el de fiscal general de Estados Unidos y fiscal de Estados Unidos para el Distrito Sur de Nueva York. Así mismo, fue uno de los fundadores de la Universidad de Nueva York y de la escuela Children's Village, en la ciudad de Nueva York.

## Primeros años
Era hijo de Medad Butler y Hannah Butler (cuyo apellido de soltera era Tylee) y nació en Kinderhook Landing, en el condado de Columbia, Nueva York . Estudió en la Hudson Academy, en Hudson, Nueva York, y "leyó" derecho con Martin Van Buren, cuyo hijo, John Van Buren, luego leyó derecho con Butler.
Butler fue admitido en el colegio de abogados en 1817 y se convirtió en socio de Martin Van Buren. 
El investigador Francis L. Wellan, en su libro publicado en 1903, El arte del contrainterrogatorio, indicó que Butler fue considerado durante toda su vida como un abogado litigante muy eficaz y uno de los contrainterrogadores más exitosos de su época.

## Carrera política
Butler entró a la política como uno de los primeros miembros de la Regencia de Albany, grupo de políticos que manejaron el Gobierno del Estado de Nueva York entre 1822 y 1838. Cuando su compañero de la Regencia, y aliado de Van Buren, Roger Skinner, fue nombrado juez del Tribunal de Distrito de los Estados Unidos para el Distrito Norte de Nueva York en 1819, vendió su despacho de abogados a Butler, quien se hizo cargo de los clientes de Skinner y de los casos pendientes.
Butler comenzó su carrera política como fiscal de distrito del condado de Albany, sirviendo en aquel cargo entre 1821 y 1825, siendo nombrado en ese año como uno de los tres comisionados encargados de revisar los estatutos estatales. En 1828 fue elegido para la 51° Legislatura de la Asamblea del Estado de Nueva York, en representación de Albany. En 1833 fue designado como comisionado de Nueva York en la comisión conjunta encargada de ajustar la frontera con Nueva Jersey.
El 15 de noviembre de 1833, el presidente Andrew Jackson nombró a Butler como fiscal general de Estados Unidos, cargo que ocupó hasta 1838. Desde ese año hasta 1841, se desempeñó como fiscal de los Estados Unidos para el Distrito Sur de Nueva York, ocupando el mismo cargo en una segunda ocasión entre 1845 y 1848. 
Miembro del Partido Demócrata, fue un delegado importante y activo en la Convención Nacional Demócrata de 1844. Como uno de los líderes de la delegación de Nueva York, apoyó la candidatura de Martin Van Buren y se opuso a la regla de 2/3 para elegir al nominado, pero falló en ambos de sus propósitos. Al final, fue él quien anunció que la delegación de Nueva York cambiaría al eventual ganador James K. Polk. Van Buren recomendó a Polk que designar a Butler en alguno de los puestos del gabinete, pero Butler le dijo a Polk que era reacio a dejar su lucrativa práctica del Derecho y que, por lo tanto, no sería miembro del Gabinete a menos que le diera el cargo de Secretario de Estado. Polk terminó ofreciéndole el puesto de Secretario de Guerra, pero Butler se negó, afirmando que solo aceptaría Estado o Tesoro.

### Legado
Butler fue regente de la Universidad Estatal de Nueva York, entre 18192 y 1832. Jugó un papel decisivo en la fundación de la Universidad de Nueva York en 1831 y se desempeñó en varias capacidades con la universidad desde sus inicios. Recibió el título honorífico de LL. D. de la Universidad Rutgers en 1834. Fue nombrado profesor principal de la Universidad de Nueva York en 1837.

## Vida personal

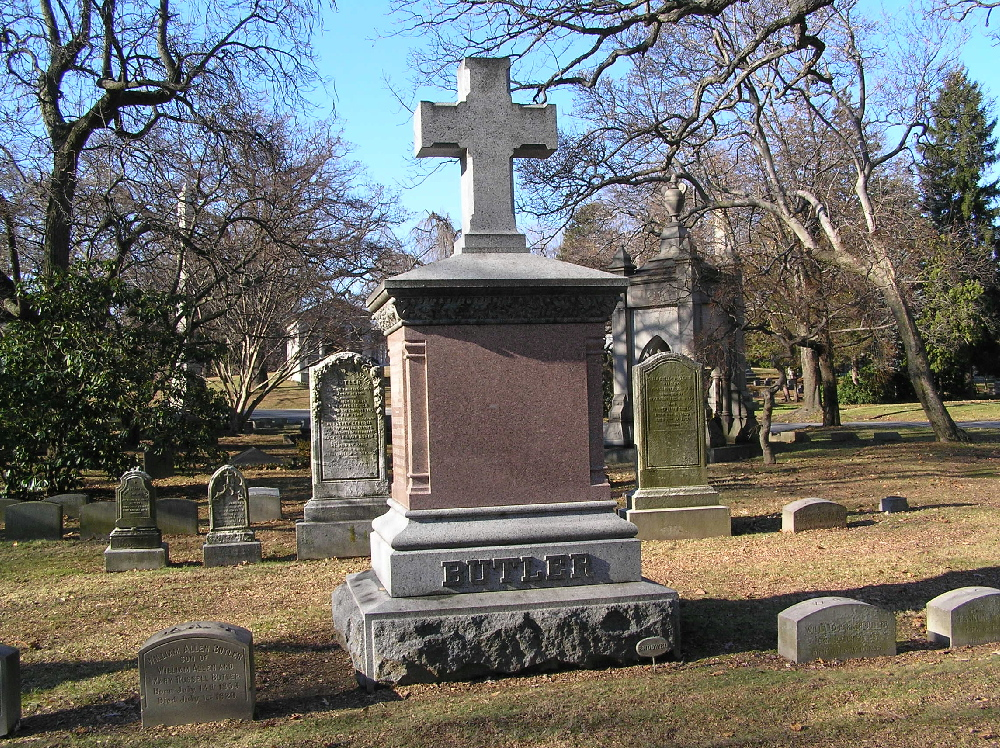
El monumento de Benjamin Butler en Woodlawn Cemetery

En 1818 se casó con Harriet Allen; sus hijos incluían al abogado William Allen Butler y Lydia Allen Butler, quien se casó con Alfred Booth y fue la madre de Sir Alfred Allen Booth, 1st Baronet, director de Alfred Booth and Company y presidente de Cunard.
Mientras visitaba Europa en 1858, murió en París, Francia. Fue enterrado en el Cementerio Woodlawn en El Bronx. Fort Butler, uno de los principales fuertes construidos para la expulsión forzosa de los indios Cherokee en el Camino de las Lágrimas, recibió su nombre.

## Obras publicadas
- Levy, Uriah Phillips; Butler, Benjamin F. (1858). Defence of Uriah P. Levy: Before the court of inquiry held at Washington City, November and December, 1857. Washington D.C.: W. C. Gardner. Consultado el 17 de mayo de 2014.